# Felix Walker (Politiker, 1753)
Felix Walker (* 19. Juli 1753 im Hampshire County, Colony of Virginia; † 1828 in Clinton, Mississippi) war ein US-amerikanischer Politiker. Zwischen 1817 und 1823 vertrat er den Bundesstaat North Carolina im US-Repräsentantenhaus.

## Werdegang
Der im heutigen West Virginia geborene Felix Walker wuchs während der britischen Kolonialzeit auf. Er besuchte Schulen in der Nähe von Columbia in South Carolina und im Burke County in North Carolina. Danach lebte er einige Zeit in North Carolina, ehe er ab 1769 in Charleston im Handel arbeitete. Außerdem engagierte er sich in der Landwirtschaft. Im Jahr 1775 gehörte er zusammen mit Daniel Boone und einigen anderen Personen zu den Gründern der Stadt Boonesboro im späteren Bundesstaat Kentucky. In den Jahren 1775 und 1778 war Walker Gerichtsdiener im Washington District, der heute größtenteils zu Tennessee gehört. Zeitweise nahm er auch am Unabhängigkeitskrieg und einigen Indianerkriegen teil. Zwischen 1779 und 1787 war er Verwaltungsangestellter im Rutherford County.
Zwischen 1792 und 1806 war Walker mehrfach Abgeordneter im Repräsentantenhaus von North Carolina. Ende der 1790er Jahre schloss er sich der von Thomas Jefferson gegründeten Demokratisch-Republikanischen Partei an. Damals war er im Haywood County auch in der Landwirtschaft, als Händler und Landspekulant tätig. Bei den Kongresswahlen des Jahres 1816 wurde Walker im zwölften Wahlbezirk von North Carolina in das US-Repräsentantenhaus in Washington, D.C. gewählt, wo er am 4. März 1817 die Nachfolge von Israel Pickens antrat. Nach zwei Wiederwahlen konnte er bis zum 3. März 1823 drei Legislaturperioden im Kongress absolvieren. Während dieser Zeit wurde dort im Jahr 1820 der Missouri-Kompromiss verabschiedet. Zu diesem Thema verfasste Walker eine Rede, die als in sich widersprüchlich und unsinnig in die Geschichte einging.
1822 wurde Felix Walker nicht wieder in den Kongress gewählt. Um das Jahr 1824 zog er nach Mississippi, wo er in der Landwirtschaft und im Handel arbeitete. Er starb im Jahr 1828 in der dortigen Stadt Clinton; sein genaues Sterbedatum ist nicht überliefert.